# Sandra Oh
Sandra Oh (Ottawa, Ontario, 20. srpnja 1971.), kanadska televizijska i filmska glumica. Televizijskoj publici je najpoznatija po ulozi Cristine Yang u TV seriji "Uvod u anatomiju" i po ulozi Eve Polastri u TV seriji “Killing Eve”, a filmskoj po ulogama u "Pod suncem Toskane" i "Stranputica".